# L.A. Confidential
L.A. Confidential (no Brasil, Los Angeles - Cidade Proibida; em Portugal, Los Angeles Confidencial) é um filme policial dos Estados Unidos de 1997 dirigido, produzido e co-escrito por Curtis Hanson. O roteiro de Hanson e Brian Helgeland é baseado no livro homônimo de 1990 de James Ellroy, o terceiro livro da série L.A. Quartet. Ambos contam a história de um grupo de policiais do Departamento de Polícia de Los Angeles nos anos 50 e a interseção da corrupção policial com celebridades de Hollywood. O título refere-se à revista de escândalos dos anos 50, Confidential, retratada no filme como Hush-Hush.
À época, os atores australianos Russell Crowe e Guy Pearce eram relativamente desconhecidos na América do Norte. Peter Dennett, um dos financiadores do filme, estava preocupado com a falta de estrelas nos papéis principais. Todavia, ele aceitou as escolhas de elenco de Curtis Hanson, o que deu ao diretor a confiança para abordar Kevin Spacey, Kim Basinger e Danny DeVito.
O filme arrecadou US$126 milhões em todo o mundo e foi aclamado pela crítica, detendo uma classificação de  99% no Rotten Tomatoes e uma pontuação agregada de 90 em 100 no Metacritic. Foi indicado a nove categorias do Oscar, incluindo Melhor Filme, ganhando dois: Melhor Atriz Coadjuvante (Basinger) e Melhor Roteiro Adaptado; Titanic venceu todas as outras categorias em que foi nomeado. Em 2015, a Biblioteca do Congresso dos Estados Unidos selecionou L.A. Confidential para preservação no National Film Registry, considerando-o "cultural, histórico ou esteticamente significativo".

## Sinopse
No início dos anos 50 em Los Angeles, três detetives que usam métodos distintos de trabalho defrontam-se com teoria de conspiração e corrupção policial, que atinge até os mais altos escalões, estando ligados a um esquema de prostitutas de luxo, no qual cada uma delas personifica uma estrela de cinema.

## Elenco
- Kevin Spacey .... Det. Sgt. Jack Vincennes
- Russell Crowe .... oficial Wendell "Bud" White
- Guy Pearce .... Det. Lt. Edmund "Ed" Exley
- Kim Basinger .... Lynn Bracken
- James Cromwell .... Capt. Dudley Liam Smith
- Danny DeVito .... Sid Hudgens
- David Strathairn .... Pierce Morehouse Patchett
- Ron Rifkin .... D.A. Ellis Loew
- Graham Beckel .... Dick Stensland
- Amber Smith .... Susan Lefferts
- John Mahon .... Chefe de polícia
- Paul Guilfoyle .... Meyer "Mickey" Cohen
- Matt McCoy .... Brett Chase
- Paolo Seganti .... Johnny Stompanato
- Simon Baker .... Matt Reynolds
- Tomas Arana .... Michael Breuning
- Michael McCleery .... William L. Carlisle
- Shawnee Free Jones .... Tammy Jordan
- Darrell Sandeen .... Leland "Buzz" Meeks
- Marisol Padilla Sánchez .... Inez Soto
- Gwenda Deacon .... Mrs. Lefferts
- Jim Metzler .... Councilman
- Brenda Bakke .... Lana Turner

## Produção

### Desenvolvimento
Curtis Hanson havia lido meia dúzia de livros de James Ellroy antes de L.A. Confidential e ficou atraído por seus personagens, não pela trama. Ele disse: "O que me prendeu a eles foi que, quando os conheci, um após o outro, não gostei deles - mas, enquanto continuava lendo, comecei a me preocupar com eles". O romance de Ellroy também fez Hanson pensar em Los Angeles e deu a ele a oportunidade de "definir um filme em um momento em que todo o sonho de Los Angeles, daquela época aparentemente dourada dos anos 20 e 30, estivesse sendo destruído".
O roteirista Brian Helgeland foi originalmente contratado pela Warner Bros. para escrever um filme Viking com o diretor Uli Edel e depois trabalhou em uma história não produzida do rei Arthur nos dias atuais. Helgeland era fã de longa data dos romances de Ellroy. Quando soube que a Warner Bros. havia adquirido os direitos de L.A. Confidential em 1990, ele fez lobby para escrever o filme. No entanto, na época, o estúdio estava apenas conversando com roteiristas conhecidos. Quando ele finalmente conseguiu uma reunião, ela foi cancelada dois dias antes da ocorrência.
Helgeland descobriu que Hanson havia sido contratado para dirigir e se encontrou com ele enquanto o cineasta estava produzindo The River Wild. Eles descobriram que não apenas compartilhavam um amor pela ficção de Ellroy, mas também concordavam em como adaptar Confidential em um filme. Segundo Helgeland, eles tiveram que "remover todas as cenas do livro que não continham os três policiais principais e depois trabalhar com essas cenas". Segundo Hanson, ele "queria que o público fosse desafiado, mas ao mesmo tempo eu não queria que eles se perdessem". Eles trabalharam juntos no roteiro por dois anos, com Hanson recusando empregos e Helgeland escrevendo sete rascunhos de graça.
Os dois homens também receberam a aprovação de Ellroy de sua abordagem. Ele viu os filmes de Hanson, The Bedroom Window e Bad Influence, e o considerou "um contador de histórias competente e interessante", mas não estava convencido de que seu livro seria transformado em filme até que ele conversasse com o diretor. Mais tarde, ele disse: "Eles preservaram a integridade básica do livro e seu tema principal. Brian e Curtis pegaram uma obra de ficção que tinha oito enredos, reduziu-os a três e manteve a força dramática de três homens trabalhando em seu destino".
O executivo da Warner, Bill Gerber, mostrou o roteiro a Michael Nathanson, CEO da New Regency Productions, que tinha um acordo com o estúdio. Nathanson adorou, mas eles tiveram que obter a aprovação do proprietário do New Regency, Arnon Milchan. Hanson preparou uma apresentação que consistia em 15 cartões postais antigos e fotos de Los Angeles montados em cartazes e dirigiu-se a Milchan. As fotos consistiam em laranjais, praias, condomínios no Vale de São Fernando e a abertura da Hollywood Freeway para simbolizar a imagem da prosperidade vendida ao público.
No campo, Hanson mostrou o lado mais sombrio do romance de Ellroy, apresentando a capa do escândalo Confidential e a famosa foto de Robert Mitchum saindo da prisão por porte de maconha. Ele também tinha fotografias dos músicos de jazz Zoot Sims, Gerry Mulligan e Chet Baker para representar o povo da música popular da época. Hanson enfatizou que o detalhe do período estaria em segundo plano e os personagens em primeiro plano. Milchan ficou impressionado com sua apresentação e concordou em financiá-la.

### Elenco
Hanson viu Russell Crowe em Romper Stomper e o achou "repulsivo e assustador, mas cativante". O ator leu The Black Dahlia, de Ellroy, mas não L.A. Confidential. Quando ele leu o roteiro, Crowe foi atraído pela "cruzada moral auto-justificada" de Bud White. Crowe se encaixou no preconceito visual de Bud. Hanson gravou o ator fazendo algumas cenas do roteiro e mostrou aos produtores do filme, que concordaram em escalá-lo como Bud.
Guy Pearce fez o teste como inúmeros outros atores, e Hanson sentiu que "era exatamente o que eu tinha em mente para Ed Exley". O diretor intencionalmente não assistiu o ator em The Adventures of Priscilla, Queen of the Desert, com medo de que isso pudesse influenciar sua decisão. Como ele fez com Crowe, Hanson gravou Pearce e mostrou aos produtores, que concordaram que ele deveria ser escolhido como Ed. Pearce não gostou de Ed quando leu o roteiro pela primeira vez e comentou: "Eu fui bem rápido em julgá-lo e não gostar dele por ser tão egoísta ... Mas gostei de quão honesto ele se tornou. Eu sabia que podia aprender a respeitá-lo e entendê-lo".
Milchan era contra o elenco de "dois australianos" no período americano (Pearce comentou em uma entrevista posterior que, enquanto ele e Crowe cresceram na Austrália, ele é britânico de nascimento, enquanto Crowe é um neozelandês). Além de suas origens nacionais, Crowe e Pearce eram relativamente desconhecidas na América do Norte, e Milchan estava igualmente preocupado com a falta de estrelas de cinema nos papéis principais.
No entanto, Milchan apoiou as decisões de elenco de Hanson e isso deu ao diretor a confiança de abordar Kim Basinger, Danny DeVito e Kevin Spacey. Hanson escalou Crowe e Pearce porque ele queria "replicar minha experiência do livro. Você não gosta de nenhum desses personagens no começo, mas quanto mais você se aprofunda na história deles, mais começa a simpatizar com eles. Eu não queria que os atores conhecessem e já gostassem".
Um terceiro ator australiano desconhecido para o público americano na época, Simon Baker, que mais tarde estrelou a série de TV The Mentalist, foi escalado para o papel menor, mas digno de nota, de Matt Reynolds, um jovem ator bissexual condenado. Ele foi anunciado como Simon Baker Denny nos créditos do filme.
Hanson sentiu que o personagem de Jack Vincennes era "uma estrela de cinema entre policiais" e pensou em Spacey, com seu "carisma de estrela de cinema", lançando-o especificamente contra o tipo. O diretor estava confiante de que o ator "poderia interpretar o homem por trás desse verniz, o homem que também perdeu sua alma" e, quando ele lhe deu o roteiro, disse-lhe que pensasse em Dean Martin enquanto estava no papel. Hanson escalou Basinger porque sentiu que ela "foi a personagem para mim. Que beleza hoje poderia projetar o glamour da era de ouro de Hollywood?"

### Pré-produção
Para dar ao elenco e à equipe pontos e contrapontos para capturar Los Angeles na década de 1950, Hanson realizou um "mini-festival de cinema", mostrando um filme por semana: The Bad and the Beautiful, porque simbolizava o glamouroso visual de Hollywood; In a Lonely Place, porque revelou o feio ventre do glamour de Hollywood; The Lineup e Private Hell, de Don Siegel 36, "por seu estilo enxuto e eficiente"; e Kiss Me Deadly, porque estava "tão enraizado nos anos 50 futuristas: a era atômica". Hanson e o diretor de fotografia do filme Dante Spinotti estudaram a obra fotográfica de Robert Frank de 1958, Les Américains, e sentiu que a influência de seu trabalho estava em todos os aspectos do visual do filme. Spinotti queria compor as cenas do filme como se estivesse usando uma câmera fotográfica e sugeriu a Hanson que fizesse o filme no formato widescreen Super 35 e em lentes esféricas, que na opinião de Spinotti transmitiam a mesma sensação de uma foto parada.
Antes das filmagens, Hanson levou Crowe e Pearce a Los Angeles por dois meses para mergulhar na cidade e no período. Ele também conseguiu treinadores de dialeto, mostrou-lhes filmes antigos de treinamento policial e os apresentou aos policiais da vida real. Pearce descobriu que a força policial contemporânea havia mudado demais para ser um material de pesquisa útil e não gostava do policial que ele acompanhava por ser racista. O ator achou os filmes policiais mais valiosos porque "havia um tipo real de rigidez, um tom de madeira nessas pessoas" que ele achava que Exley também tinha. Crowe estudou Sterling Hayden em The Killing, de Stanley Kubrick "por essa masculinidade carnuda que saiu da Segunda Guerra Mundial". Por seis semanas, Crowe, Pearce, Hanson e Helgeland conduziram ensaios, que consistiam em discutir cada cena do roteiro. À medida que outros atores eram escalados, eles participavam dos ensaios.

### Filmagem principal

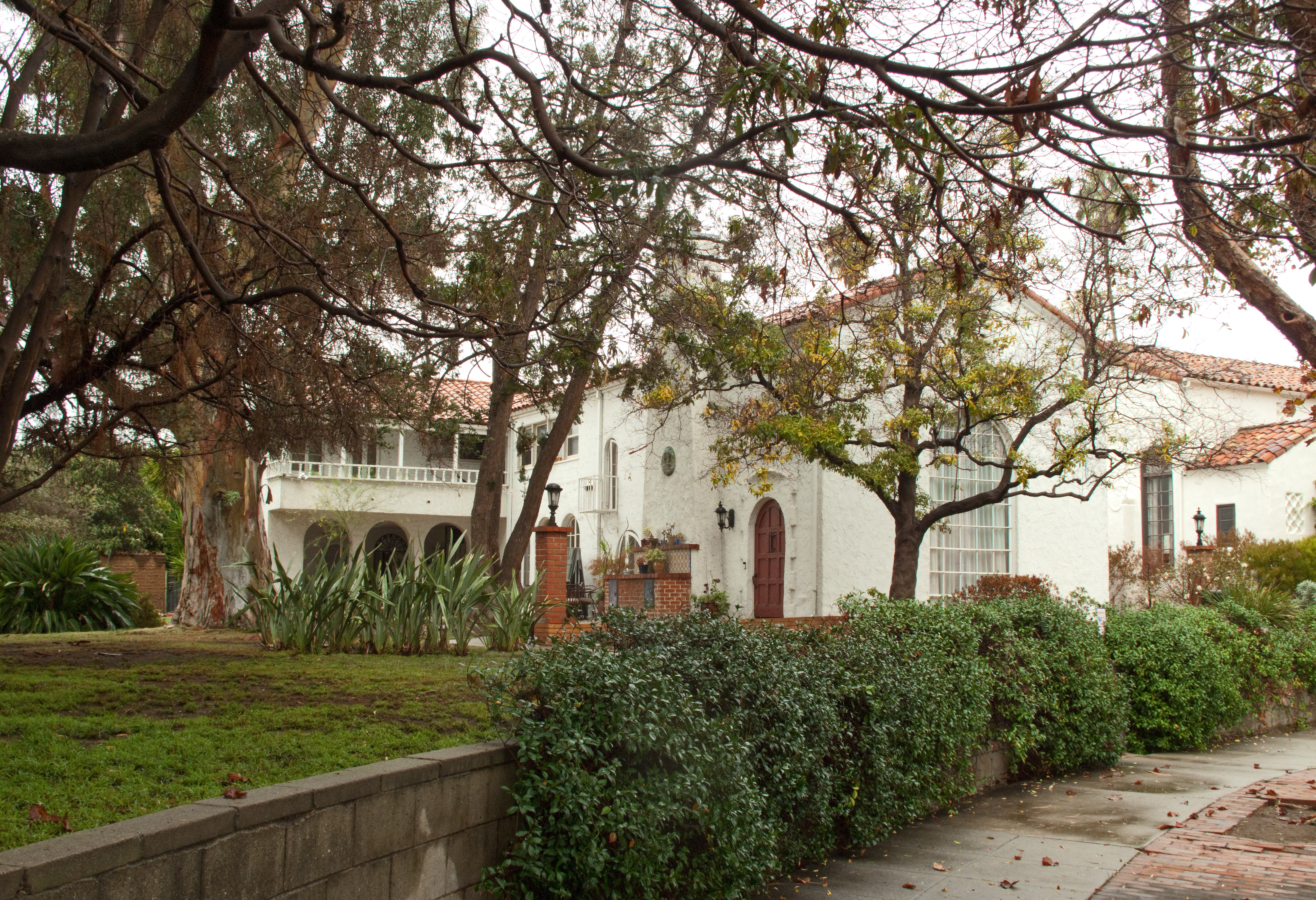
Casa de Lynn Bracken. 501 N. Wilcox Ave., Los Angeles

Hanson não queria que o filme fosse um exercício de nostalgia, assim como Spinotti o filmava como um filme contemporâneo e usava uma iluminação mais naturalista do que em um filme clássico noir. Ele disse a Spinotti e a designer de produção do filme, Jeannine Oppewall, que prestassem muita atenção aos detalhes da época, mas que "colocassem tudo em segundo plano". L.A. Confidential foi gravado no Hospital Comunitário de Linda Vista, na área de Los Angeles. Vários marcos famosos de Hollywood apropriados para a década de 1950 foram usados, incluindo o Formosa Cafe em West Hollywood, o Frolic Room em Hollywood Boulevard, e o Crossroads of the World, um shopping ao ar livre vestido como uma sala de cinema, onde uma estréia acontece no início do filme. A casa de Pierce Patchett é a Lovell House, uma famosa mansão de estilo internacional projetada por Richard Neutra. A casa de Lynn Bracken fica na 501 Wilcox Avenue, no afluente bairro de Hancock Park, com vista para o Wilshire Country Club. A casa precisou de uma reforma de US $ 75,000 para transformá-la na casa de estilo espanhol descrita no script. Os bairros históricos do centro de Los Angeles foram usados para as cenas em que a polícia persegue os suspeitos de Nite Owl, incluindo Angelino Heights, LLincoln Heights, e Koreatown. O Victory Motel era um dos únicos conjuntos construídos para esse fim, construídos em um trecho plano do campo petrolífero de Inglewood, em Culver City.

## Música
A trilha sonora de Jerry Goldsmith foi indicada ao Oscar de Melhor Trilha Sonora Original e ao Globo de Ouro de melhor banda sonora original, mas perdeu em ambas para a trilha sonora de James Horner para Titanic. Foi ainda indicado ao BAFTA de melhor banda sonora, mas perdeu para a trilha sonora de Nellee Hooper, Craig Armstrong e Marius de Vries de Romeo + Juliet.

### Lista de faixas
1. Bloody Christmas (2:50)
2. The Cafe (2:20)
3. Questions (2:20)
4. Susan Lefferts (2:54)
5. Out Of The Rain (2:47)
6. Rollo Tomasi (3:08)
7. The Photos (2:28)
8. The Keys (1:52)
9. Shootout (4:09)
10. Good Lad (2:19)
11. The Victor (2:32)

### Lista de canções
1. "Badge of Honor" (0:22) - Jerry Goldsmith (partitura)
2. "Ac-Cent-Tchu-Ate the Positive" (1:56) - Harold Arlen, Johnny Mercer
3. "The Christmas Blues" (2:53) - Sammy Cahn, David Jack Holt
4. "Look for the Silver Lining" (2:39) - Buddy DeSylva, Jerome Kern
5. "Makin' Whoopee" (3:28) - Walter Donaldson, Gus Kahn
6. "Hit the Road to Dreamland" (1:58) - Harold Arlen, Johnny Mercer
7. "Oh! Look at Me Now" (3:08) - Joe Bushkin, John DeVries
8. "The Lady Is a Tramp" (3:12) - Lorenz Hart, Richard Rodgers
9. "Wheel of Fortune" (3:24) - Bennie Benjamin, George David Weiss
10. "But Not for Me" (2:50) - George Gershwin, Ira Gershwin
11. "How Important Can It Be?" (2:33) - Bennie Benjamin, George David Weiss
12. "Looking At You" (2:17) - Cole Porter
13. "Powder Your Face with Sunshine" (2:32) - Carmen Lombardo, Stanley Rochinski
14. "L.A. Confidential" (2:31) - Jerry Goldsmith (partitura)

## Recepção
O filme foi exibido no Festival de Cannes de 1997. Segundo Hanson, a Warner não queria que fosse exibido em Cannes porque eles achavam que havia um "viés anti-estúdio ... Então, por que ir e voltar para casa como perdedor? No entanto, Hanson queria estrear o filme em um local internacional de destaque como Cannes. Ele e outros produtores contornaram o estúdio e enviaram uma cópia diretamente para o comitê de seleção do festival, que o amou. Ellroy viu o filme e disse: "Eu entendi em 40 minutos mais ou menos que é uma obra de arte em seu próprio nível. Foi incrível ver a encarnação física dos personagens".

### Bilheteria
L.A. Confidential foi lançado em 19 de setembro de 1997, em 769 cinemas, arrecadando US$5,2 milhões no fim de semana de estréia. Em 3 de outubro, o lançamento foi ampliado em 1,625 cinemas. O filme faturou US$64,6 milhões na América do Norte e US$61,6 milhões no resto do mundo, totalizando US$126,2 milhões em todo o mundo.

### Resposta da crítica
No Rotten Tomatoes, L.A. Confidential mantém um índice de aprovação de 99% e uma classificação média de 8,81/10, com 109 de 110 comentários a ser positiva. O consenso crítico do site diz: "Ritmo tenso, escrita brilhantemente densa e atuação digna do Oscar se combinam para produzir um passeio de emoção inteligente e amigável à pipoca". Em Metacritic, o filme tem uma pontuação média ponderada de 90 em 100, com base em 28 críticos. No CinemaScore, o público atribuiu ao filme uma nota média de "A-" na escala A+ a F.
O crítico de cinema Roger Ebert deu ao filme quatro das quatro estrelas e o descreveu como "sedutor e bonito, cínico e distorcido, e um dos melhores filmes do ano". Mais tarde, ele o incluiu como um de seus "Grandes Filmes" e o descreveu como "filme noir, e assim é, mas é mais: invulgarmente para um filme de crime, ele lida com a psicologia dos personagens ... Ele contém todos os elementos da ação policial, mas em um estilo mais econômico e nitidamente cortado; a ação existe não para si mesma, mas para proporcionar uma arena para as personalidades".

## Principais prêmios e nomeações
L.A. Confidential foi indicado a nove categorias do Oscar 1998 e ganhou dois, Kim Basinger como Melhor Atriz Coadjuvante e Curtis Hanson e Brian Helgeland como Melhor Roteiro (Roteiro Adaptado). Também foi indicado para Melhor Filme, Melhor Diretor, Melhor Direção de Arte, Melhor Cinematografia, Melhor Edição de Filme, Melhor Trilha Sonora Original e Melhor Mixagem de Som (Andy Nelson, Anna Behlmer e Kirk Francis), mas perdeu todas as categorias para o Titanic. Basinger dividiu o Prémio Screen Actors Guild de melhor atriz secundária em cinema com Gloria Stuart de Titanic no Prémio Screen Actors Guild 1998.
A revista Time classificou L.A. Confidential como o melhor filme de 1997. A Sociedade Nacional de Críticos de Cinema também o classificou como o melhor filme do ano, e Curtis Hanson foi eleito Melhor Diretor. New York Film Critics Circle também votou em L.A. Confidential como o melhor filme do ano, além de classificar Hanson como melhor diretor, e ele e Brian Helgeland com o melhor roteiro. Los Angeles Film Critics Association e o National Board of Review também votaram em Los Angeles.como o melhor filme do ano. Como resultado, é um dos três filmes da história a varrer os prêmios da crítica "Big Four", ao lado de Schindler's List (1993) e The Social Network (2010).
Em 2007 ficou na 83 posição da lista dos melhores filmes de todos os tempos segundo a Bravo. Também foi votado como o melhor filme ambientado em Los Angeles nos últimos 25 anos por um grupo de escritores e editores do Los Angeles Times com dois critérios: "O filme teve que comunicar alguma verdade inerente sobre a experiência de L.A., e apenas um filme por diretor foi permitido na lista". Em 2009, o London Film Critics' Circle votou no L.A. Confidential como um dos melhores filmes dos últimos 30 anos.
Óscar 1998 (EUA)
| Ano  | Categoria                | Notas                                     | Resultado |
| ---- | ------------------------ | ----------------------------------------- | --------- |
| 1998 | Melhor filme             | Melhor filme                              | Indicado  |
| 1998 | Melhor diretor           | Curtis Hanson                             | Indicado  |
| 1998 | Melhor atriz coadjuvante | Kim Basinger                              | Venceu    |
| 1998 | Melhor roteiro adaptado  | Brian Helgeland e Curtis Hanson           | Venceu    |
| 1998 | Melhor edição            | Peter Honess                              | Indicado  |
| 1998 | Melhor direção de arte   | Jay Hart e Oppewall Jeannine              | Indicado  |
| 1998 | Melhor fotografia        | Dante Spinotti                            | Indicado  |
| 1998 | Melhor mixagem de som    | Andy Nelson , Anna Behlmer e Kirk Francis | Indicado  |
| 1998 | Melhor trilha sonora     | Jerry Goldsmith                           | Indicado  |

Globo de Ouro 1998 (EUA)
| Ano  | Categoria                | Notas                           | Resultado |
| ---- | ------------------------ | ------------------------------- | --------- |
| 1998 | Melhor filme de drama    | LA Confidential                 | Indicado  |
| 1998 | Melhor diretor           | Curtis Hanson                   | Indicado  |
| 1998 | Melhor atriz coadjuvante | Kim Basinger                    | Venceu    |
| 1998 | Melhor roteiro           | Brian Helgeland e Curtis Hanson | Indicado  |
| 1998 | Melhor trilha sonora     | Jerry Goldsmith                 | Indicado  |

## Mídia doméstica
Um DVD foi lançado em 21 de abril de 1998. Além do filme, incluía dois bônus, um mapa interativo de Los Angeles, uma faixa apenas para música, um trailer do filme e três comerciais de TV.
O filme foi lançado novamente em DVD e Blu-ray em edição especial em dois discos em 23 de setembro de 2008. Ambos os conjuntos contêm o mesmo conteúdo bônus. Além dos recursos do DVD original, estão incluídos quatro novos recursos, o piloto de 1999 da série de TV proposta, estrelada por Kiefer Sutherland, e comentários de filmes do crítico-historiador Andrew Sarris, James Ellroy, Russell Crowe, Kevin Spacey, Guy Pearce, James Cromwell, Ruth Myers , David Strathairn, Kim Basinger, Brian Helgeland, Jeannine Oppewall, Dante Spinotti e Danny DeVito. Alguns sets incluíam um sampler de seis músicas da trilha sonora do filme.
Em 26 de setembro de 2017, a 20th Century Fox Home Entertainment, atual distribuidora e dona da New Regency, relançou o filme em Blu-ray como parte de seu 20º aniversário com a nova capa. O disco possui especificações técnicas e recursos de bônus idênticos ao Blu-ray anterior da Warner.